# Otostigmus armatus
Otostigmus armatus är en mångfotingart som beskrevs av Carl Graf Attems 1953. Otostigmus armatus ingår i släktet Otostigmus och familjen Scolopendridae.
Artens utbredningsområde är Laos. Inga underarter finns listade i Catalogue of Life.